# سيندي تشيونغ
سيندي تشيونغ (بالإنجليزية: Cindy Cheung)‏ هي ممثلة أمريكية، ولدت في 27 يناير 1970 بكاليفورنيا في الولايات المتحدة.

## أعمال

### أفلام
- (2006) امرأة في الماء[3]
- (2015) عشيقة أمريكا

## وصلات خارجية
- سيندي تشيونغ على موقع IMDb (الإنجليزية)
- سيندي تشيونغ على موقع ألو سيني (الفرنسية)
- سيندي تشيونغ على موقع أول موفي (الإنجليزية)
- سيندي تشيونغ على موقع قاعدة بيانات الأفلام السويدية (السويدية)
- سيندي تشيونغ على موقع قاعدة بيانات الفيلم (الإنجليزية)
- سيندي تشيونغ على موقع كينوبويسك (الروسية)